# André Laignel
André Laignel (n. 4 decembrie 1942, Paris) este un om politic francez, membru al Parlamentului European în perioada 2004-2009 din partea Franței. 
1. ↑  André Laignel, base Sycomore, accesat în 9 octombrie 2017
2. 1 2 3 4  French National Directory of Representatives, 9 April 2019[*] Verificați valoarea |titlelink= (ajutor)
3. ↑  Autoritatea BnF, accesat în 10 octombrie 2015
4. 1 2 3  Deputații în Parlamentul European